# Armina gilchristi
Armina gilchristi is een slakkensoort uit de familie van de Arminidae. De wetenschappelijke naam van de soort is voor het eerst geldig gepubliceerd in 1955 door White.